# کامرس بانکشرز
کامرس بانکشرز (انگلیسی: Commerce Bancshares) شرکت خدمات مالی و بانکداری آمریکایی است، که در سال ۱۸۶۵ تأسیس شد.